# Cerkev svatého Mikuláše (Podobovec)
Cerkev svatého Mikuláše (ukrajinsky: Церква Святого Миколи Чудотворця, rusky: Церковь Святого Николая Чудотворца) je dřevěná cerkev v obci Podobovec, v okrese Miržhirja, v Zakarparské Ukrajině.
Cerkev je památníkem lemkovské dřevěné architektury nebo také verchovynského baroka.

## Historie
Cerkev byla postavena koncem 17. století a v roce 1785 byla přestěhována doprostřed vesnice, poté, co původní svatyně nestačily z kapacitních důvodů. Podle dendrochronologie byla svatyně postavená v roce 1783. Po přenesení byla přestavba ovlivněna uniatskou barokní modernizací.

## Architektura
Cerkev je dřevěná roubená orientovaná dvousrubová dvouhřebenová stavba na půdorysu obdélníku třímístná. Nad babincem se tyčí štenýřová věž zakončená dvojitou barokní bání s lucernou. V západním průčelí je uzavřená veranda (dříve otevřená, arkádová) s plochým stropem. Kolem cerkve obíhá pultová střecha posazena na dřevěných konzolách, které vystupují ze stěn. Chrám je zastřešen sedlovou střechou, nad kněžištěm nižší. Střecha cerkve a obvodová pultová střecha jsou pokryty plechem, dříve byly pokryty dubovým šindelem.
Loď a babinec mají plochý strop. Interiér je pokryt překližkou a nabarven namodro.

## Zvonice
U chrámu stojí samostatná dřevěná patrová zvonice na půdorysu obdélníku z roku 1785. Spodní část je roubená krytá obvodovou pultovou střechou. Tato část nemá nosnou funkci, je postavena kolem čtyř štenýřů, které mají nosnou funkci a tvoří vyšší bedněnou hranolovou část. Zvonice je zakončena nízkou jehlanovou střechou, krytou plechem.

## Galerie

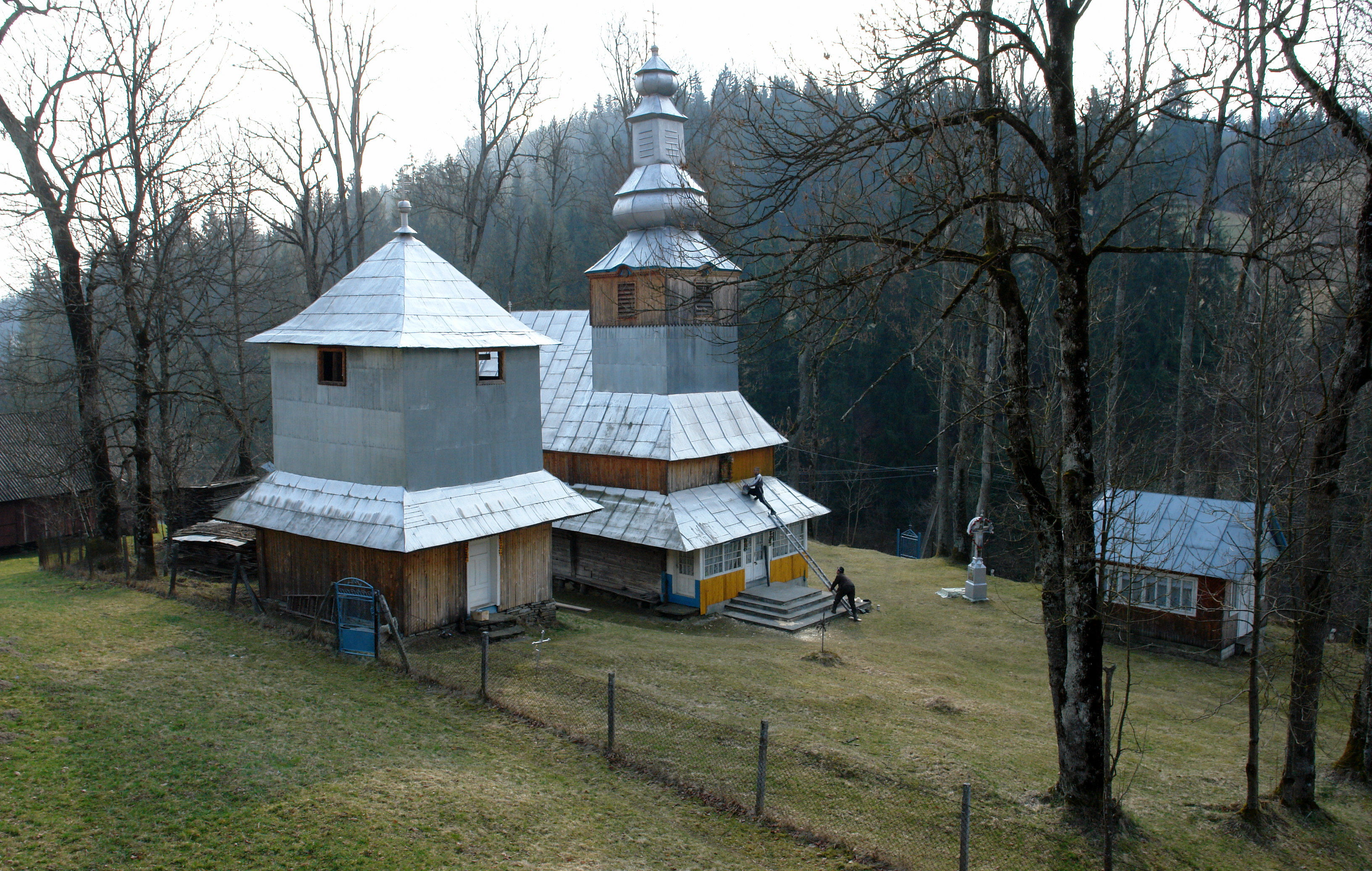
Cerkev sv. Mikuláše se zvonicí
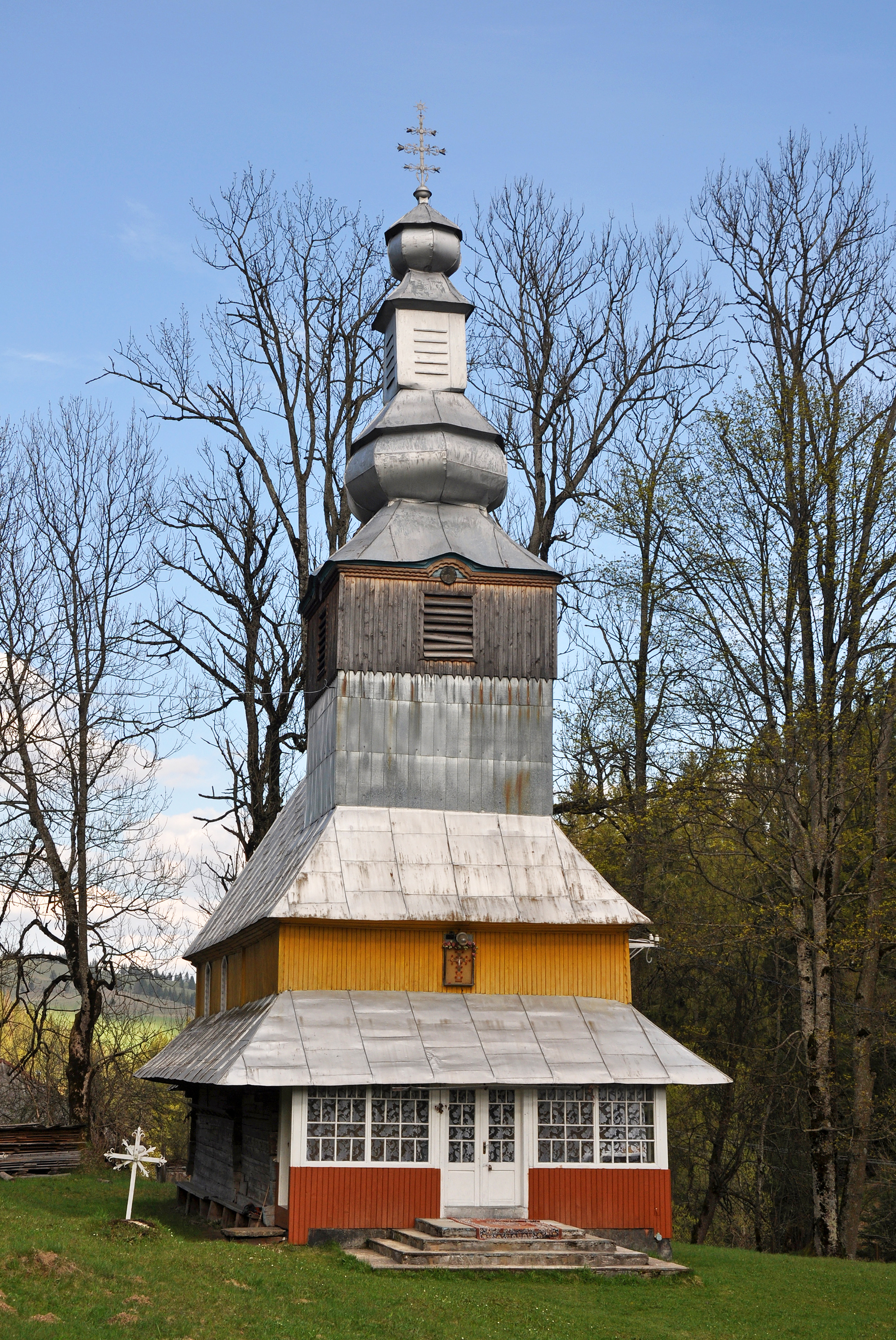
Západní průčelí s verandou a barokní věží
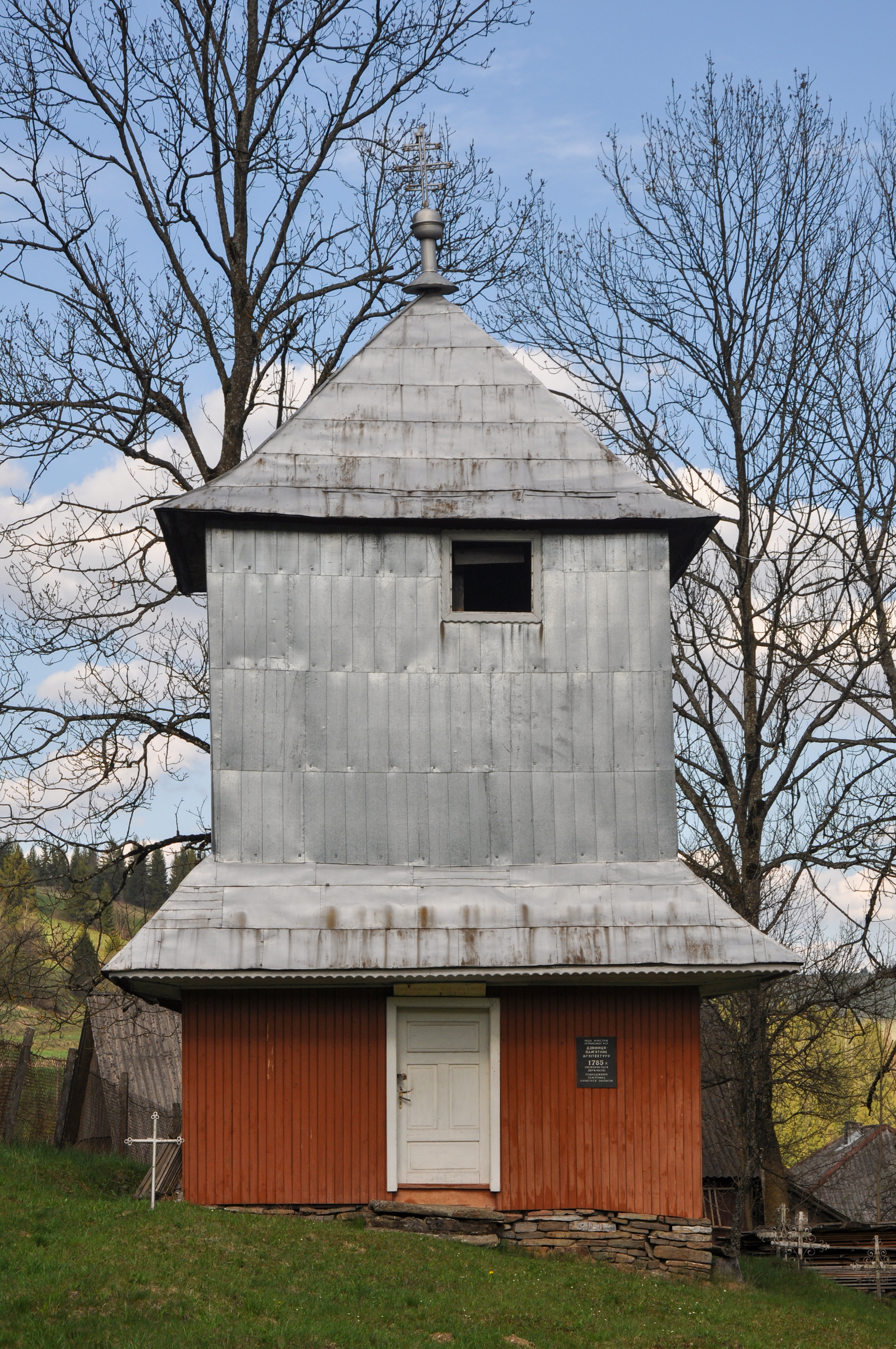
Zvonice